# Stephen Milne (natation)
Pour les articles homonymes, voir Milne.
Stephen Milne est un nageur britannique né le 29 avril 1994 à Inverness. Il remporte la médaille d'argent du relais 4 × 200 mètres nage libre aux Jeux olympiques d'été de 2016 à Rio de Janeiro avec Duncan Scott, Daniel Wallace et James Guy.

## Palmarès

### Championnats du monde

#### Grand bassin
- Championnats du monde 2017 à Budapest :
  -  Médaille d'or du relais 4 × 200 m nage libre